# Carcelia townsendi
Carcelia townsendi là một loài ruồi trong họ Tachinidae.